# Eremiarhinus
Eremiarhinus är ett släkte av skalbaggar. Eremiarhinus ingår i familjen vivlar.
Kladogram enligt Catalogue of Life:
| Eremiarhinus | \| \| Eremiarhinus guyoti \| \| \| \| \| \| Eremiarhinus margarinotus \| \| \| \| \| \| Eremiarhinus subalbidus \| \| \| \| |
|              | \| \| Eremiarhinus guyoti \| \| \| \| \| \| Eremiarhinus margarinotus \| \| \| \| \| \| Eremiarhinus subalbidus \| \| \| \| |
|              | Eremiarhinus guyoti |
|              | |
|              | Eremiarhinus margarinotus                                                                                                   |
|              | |
|              | Eremiarhinus subalbidus |
|              | |